# Rainer Podlesch
Rainer Podlesch (* 4. Oktober 1944 in Dobbertin) ist ein ehemaliger deutscher Radrennfahrer und heutiger Trainer.

## Werdegang
Von 1965 bis 1986 gehörte Podlesch, Mitglied der SV Zehlendorfer Eichhörnchen, zur bundesdeutschen Rad-Nationalmannschaft. Im Bahnvierer war er Zweiter bei den Olympischen Sommerspielen in Mexiko-Stadt (mit Jürgen Colombo, Jürgen Kißner, Udo Hempel und Karl Link), war allerdings nach der ersten Runde wegen Verletzung gegen Kißner ausgetauscht worden. 1967 wurde er in Amsterdam WM-Dritter (mit Link, Kißner und Karl-Heinz Henrichs) in der Mannschaftsverfolgung und bei den Olympischen Sommerspielen 1972 in München fuhr er im Straßenvierer (Rang 20).
Seine größten Erfolge hatte Rainer Podlesch allerdings bei den Stehern. Zweimal wurde er Weltmeister, 1978 und 1983. Zudem war er mehrfach Vize-Weltmeister sowie Dritter bei Weltmeisterschaften.
Bis 2013 war Rainer Podlesch beim Bund Deutscher Radfahrer Beauftragter für den Stehersport, bis er von Mario Vonhof abgelöst wurde.
Er ist der Vater von Carsten Podlesch (* 1969) und der ältere Bruder von Karsten Podlesch (* 1955), beides auch Radsportler.

## Erfolge

### Bahn
1967
 Amateur-Weltmeisterschaft – Mannschaftsverfolgung (mit Karl-Heinz Henrichs, Jürgen Kißner und Karl Link)
1971
 Weltmeisterschaft (Amateure) – Steherrennen (hinter Norbert Koch)
 Deutscher Meister – Mannschaftsverfolgung (mit Günther Schumacher, Peter Vonhof und Bernd Jaroszewicz)
1973
 Weltmeisterschaft (Amateure) – Steherrennen (hinter Peter Schindler)
 Deutscher Meister – Mannschaftsverfolgung (mit Peter Vonhof, Friedhelm Klenner und Michael Becker)
1974
 Deutscher Meister – Mannschaftsverfolgung (mit Algis Oleknavicius, Michael Becker und Peter Vonhof)
1976
 Weltmeisterschaft (Amateure) – Steherrennen (hinter Christian Dippel)
1978
 Weltmeister (Amateure) – Steherrennen (hinter Dieter Durst)
1981
 Weltmeisterschaft (Amateure) – Steherrennen (hinter Dieter Durst)
1982
 Weltmeisterschaft (Amateure) – Steherrennen (hinter Peter Schindler)
1983
 Weltmeister (Amateure) – Steherrennen (hinter Dieter Durst)

### Straße
1971
eine Etappe Berliner Etappenfahrt
1972
 Deutscher Meister – Mannschaftszeitfahren (mit Michael Becker und Algis Oleknavicius)
1974
 Deutscher Meister – Mannschaftszeitfahren (mit Algis Oleknavicius, Michael Becker und Olaf Paltian)
1977
Berliner Etappenfahrt
1978
 Deutscher Meister – Mannschaftszeitfahren (mit Olaf Paltian und Volker Kassun)